# Michela Fanini
Michela Fanini (Lucca, 23 de març de 1973 - Capannori, 26 d'octubre de 1994) va ser una ciclista italiana. Del seu palmarès destaca un campionat nacional en ruta, amb només 19 anys, i una medalla de bronze al Campionat del Món en contrarellotge per equips de 1993. Va morir en un accident de circulació a finals de l'any següent. En record seu es va crear el Memorial Michela Fanini i posteriorment l'equip S.C. Michela Fanini.

## Palmarès
- 1992
  -  Campiona d'Itàlia en ruta
- 1993
  - Vencedora d'una etapa al Giro d'Itàlia
  - Vencedora d'una etapa al Tour ciclista femení
  - Vencedora d'una etapa al Tour de la CEE
- 1994
  - 1a al Giro d'Itàlia i vencedora d'una etapa
  - 1a al Giro del Friül
  - Vencedora de 3 etapes al Tour ciclista femení